# Katja Horneffer
Katja Horneffer (* 13. August 1968 in Göttingen) ist eine in der ZDF-Wetterredaktion tätige Meteorologin und Fernsehmoderatorin.

## Leben und Wirken
Katja Horneffer wuchs als jüngere von zwei Töchtern des aus Northeim stammenden Mathematikers und Bremer Universitätsprofessors Klaus Horneffer (* 1936) und dessen Frau Hedda, geb. Claßen (1936–2025), einer Apothekerin, zunächst in Göttingen und ab 1971 in Bremen auf, wo sie 1987 das Abitur absolvierte. Ihr Vater war von 2003 bis 2006 Großmeister der Vereinigten Großlogen von Deutschland, der Gesamtvertretung aller deutschen Freimaurer.
Nach dem Abitur studierte Katja Horneffer von 1987 bis 1993 Meteorologie in Bonn, schloss mit dem Diplom ab und wurde 1996 in Hamburg promoviert. Ihre Dissertation schrieb sie 1996 zum Thema Energie- und Feuchtehaushalt im nichthydrostatischen Mesoskalamodell GESIMA bei Nestung in das Regionalklimamodell REMO an der Universität Hamburg.
Bevor Horneffer zum ZDF nach Mainz kam, arbeitete sie unter anderem in München bei Antenne Bayern und in Stuttgart beim Südwest 3 Fernsehen. Im ZDF moderiert sie die Wettervorhersage im Mittagsmagazin und im Anschluss an die Nachrichtensendungen heute und heute-journal abwechselnd mit den Kollegen der Wetterredaktion. Seit Januar 2020 leitet sie das Wetterteam im ZDF.
Sie ist verheiratet, Mutter eines Sohnes und lebt im hessischen Bensheim.